# Aston Martin DB5

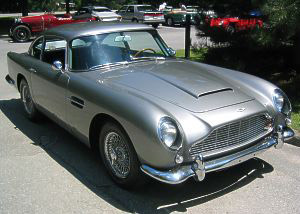
Aston Martin DB5

De Aston Martin DB5 is een luxueuze Britse grand tourer (GT).
In 2019 werd een exemplaar geveild voor 6,4 miljoen dollar.

## James Bond
De DB5 is bekend van zijn gebruik in de James Bond-films. In 1964 was de auto voor het eerst te zien in de derde film Goldfinger, met een aantal gadgets: nummerplaten die met een druk op de knop veranderen, een schietstoel voor ongewenste passagiers, een kogelwerend scherm en een navigatiesysteem avant la lettre. In de daarop volgende film Thunderball (1965) verscheen de DB5 opnieuw. Na lange tijd van afwezigheid keerde de DB5 in 1995 in GoldenEye weer terug. Daarna verscheen de DB5 opnieuw in Tomorrow Never Dies (1997), Casino Royale (2006), Skyfall (2012) en Spectre (2015)  en No Time To Die (2021) als de auto van James Bond.